# Lasioglossum beirense
Lasioglossum beirense är en biart som först beskrevs av Cockerell 1937.  Lasioglossum beirense ingår i släktet smalbin, och familjen vägbin. Inga underarter finns listade i Catalogue of Life.